# Berrotarán (apellido)
BERROTARÁN, BARROTARÁN, VERROTARÁN, BERROTERÁN (BERROTARAN)
Apellido vasco, originario del caserío de su nombre, situado en la ciudad de Irún (Guipúzcoa, España), aunque otros discrepan y le dicen originario del caserío de su nombre, situado en el municipio de Lesaca (Navarra), documentado en este último lugar desde el siglo XIV. De todas formas el apellido se extendió por las poblaciones de la comarca del Bajo Bidasoa y adyacentes: (Fuenterrabía, Pasajes,...), también pasó a Francia, Hispanoamérica y Estados Unidos.
Etimología: Valle del zarzal.
Existe una ciudad (Municipalidad) del mismo nombre en Argentina, Provincia de Córdoba, cuyo origen se debe a que los dueños de las tierras donde se fundó una estación de tren que posteriormente formaría el municipio se apellidaban Berrotaran.
Existe una variante con varias grafías, originaria de Fuenterrabia (Guipúzcoa): BERROTARAN-ARSU, BERROTARAN ARSU, BERROTARAN-ARSSU, BERROTARAN ARSSU, BERROTARAN-ARZU, BERROTARAN ARZU (BERROTARAN-ARTZU)
Escudo de armas, correspondiente al linaje Berrotaran (originario de Irún) del Marquesado del Valle de Santiago: En campo de plata, un roble de sinople y un jabalí de sable atado a su tronco, bordura de gules, con ocho estrellas de oro.